# Biatlon op de Olympische Winterspelen 2014 - Estafette vrouwen
De 4×6 kilometer estafette voor vrouwen tijdens de Olympische Winterspelen 2014 vond plaats op 21 februari 2014 in het Laura langlauf & biatloncentrum in Krasnaja Poljana. Regerend olympisch kampioen was Rusland.

## Tijdschema
| Datum       | Lokale tijd | MET   |
| ----------- | ----------- | ----- |
| 21 februari | 17:30       | 14:30 |

## Uitslag
| Rang   | Bib | Land Namen                                                                            | Tijd                                      | Straf (L+S)                              | Verschil |
| ------ | --- | ------------------------------------------------------------------------------------- | ----------------------------------------- | ---------------------------------------- | -------- |
| Goud   | 2   | Oekraïne Vita Semerenko Joelia Dzjyma Valj Semerenko Olena Pidhroesjna                | 1:10:02.5 16:56.4 17:16.3 17:40.9 18:08.9 | 0+1 0+4 0+0 0+1 0+0 0+0 0+0 0+3 0+1 0+0  | —        |
| Zilver | 4   | Noorwegen Fanny Horn Tiril Eckhoff Ann Kristin Flatland Tora Berger                   | 1:10:40.1 17:40.5 16:57.9 17:43.6 18:18.1 | 0+1 0+4 0+1 0+2 0+0 0+1 0+0 0+0 0+0 0+1  | +37.6    |
| Brons  | 10  | Tsjechië Eva Puskarčíková Gabriela Soukalová Jitka Landová Veronika Vítková           | 1:11:25.7 17:54.2 16:30.6 18:42.4 18:18.5 | 0+7 0+7 0+2 0+2 0+0 0+2 0+3 0+2 0+2 0+1  | +1:23.2  |
| 4      | 6   | Wit-Rusland Ljoedmila Kalintsjik Nadezjda Skardino Nadzeja Pisareva Darja Domratsjeva | 1:11:33.4 18:39.0 17:38.3 18:02.1 17:14.0 | 0+4 1+4 0+2 1+3 0+0 0+1 0+2 0+0 0+0 0+0  | +1:30.9  |
| 5      | 8   | Italië Dorothea Wierer Nicole Gontier Michela Ponza Karin Oberhofer                   | 1:11:43.3 16:49.7 18:46.0 18:06.5 18:01.1 | 1+5 0+4 0+2 0+1 1+3 0+3 0+0 0+0          | +1:40.8  |
| 6      | 14  | Verenigde Staten Susan Dunklee Hannah Dreissigacker Sara Studebaker Annelies Cook     | 1:12:14.2 17:02.6 18:08.3 17:55.6 19:07.7 | 0+7 0+6 0+2 0+1 0+3 0+3 0+0 0+0 0+2 0+2  | +2:11.7  |
| 7      | 7   | Canada Rosanna Crawford Megan Imrie Megan Heinicke Zina Kocher                        | 1:12:21.5 17:20.7 17:41.7 17:38.1 19:41.0 | 0+6 2+6 0+2 0+1 0+2 0+2 0+0 0+0 0+2 2+3  | +2:19.0  |
| 8      | 12  | Zwitserland Selina Gasparin Elisa Gasparin Aita Gasparin Irene Cadurisch              | 1:12:34.3 17:17.6 17:55.8 17:56.1 19:24.8 | 0+6 0+3 0+3 0+1 0+0 0+1 0+3 0+0          | +2:31.8  |
| 9      | 11  | Polen Krystyna Pałka Magdalena Gwizdoń Weronika Nowakowska-Ziemniak Monika Hojnisz    | 1:12:34.4 19:39.0 17:06.8 17:21.7 18:26.9 | 4+5 0+3 4+3 0+1 0+0 0+1 0+2 0+0 0+0 0+1  | +2:31.9  |
| 10     | 1   | Duitsland Franziska Preuß Andrea Henkel Franziska Hildebrand Laura Dahlmeier          | 1:13:44.2 19:46.7 17:25.1 17:59.4 18:33.0 | 0+5 0+1 0+3 0+1 0+1 0+0 0+0 0+0          | +3:41.7  |
| 11     | 13  | Kazachstan Galina Visjnevskaja Jelena Chroestaleva Darja Oesanova Marina Lebedeva     | 1:15:54.7 17:36.6 18:35.5 18:17.4 21:25.2 | 0+5 0+8 0+0 0+2 0+2 0+2 0+0 0+2 0+3 0+2  | +5:52.2  |
| 12     | 17  | Japan Fuyuko Suzuki Yuki Nakajima Miki Kobayashi Rina Suzuki                          | LAP 17:33.2 18:47.0 19:23.3 LAP           | 0+6 0+5 0+0 0+1 0+2 0+2 0+1 0+1 0+3 0+1  | LAP      |
| 13     | 9   | Slowakije Jana Gereková Paulína Fialková Terézia Poliaková Martina Chrapánová         | LAP 17:51.3 18:57.7 19:48.0 LAP           | 4+11 1+8 0+2 1+3 1+3 0+2 3+3 0+0 0+3 0+3 | LAP      |
| 14     | 16  | China Song Chaoqing Zhang Yan Tang Jialin Song Na                                     | LAP 18:40.2 18:41.1 18:40.0 LAP           | 0+6 0+5 0+1 0+2 0+2 0+0 0+0 0+1 0+3 0+2  | LAP      |
| 15     | 15  | Estland Kadri Lehtla Grete Gaim Daria Yurlova Johanna Talihärm                        | LAP 18:03.8 19:14.8 19:58.1 LAP           | 0+5 1+8 0+2 0+1 0+1 0+1 0+2 1+3 0+0 0+3  | LAP      |
| 16     | 5   | Frankrijk Marie-Laure Brunet Marie Dorin Habert Anaïs Chevalier Anaïs Bescond         |                                           |                                          | DNF      |
| DSQ    | 3   | Rusland Jana Romanova Olga Zajtseva Jekaterina Sjoemilova Olga Viloechina             | 1:10:28.9 16:56.3 17:43.2 17:43.3 18:06.1 | 0+1 0+3 0+0 0+1 0+1 0+1 0+0 0+0 0+0 0+1  | +26.4    |

Bij het hertesten van de dopingstalen werden inbreuken tegen het reglement vastgesteld bij drie Russische atleten, Jana Romanova, Olga Zajtseva en Olga Viloechina, waarop zij geschorst werden. Het Hof van Arbitrage voor Sport schold de straffen voor Romanova en Zajtseva vrij, maar achtte Viloechina schuldig waardoor het Russische team geschrapt werd.